# Casole Bruzio
Casole Bruzio war eine Gemeinde in der Provinz Cosenza in der italienischen Region Kalabrien mit zuletzt 2562 Einwohnern (Stand 31. Dezember 2016). Seit dem 5. Mai 2017 ist sie Teil der neugegründeten Gemeinde Casali del Manco und ist Sitz der Gemeindeverwaltung.
Casole Bruzio liegt 21 Kilometer östlich von Cosenza. Der Ort hatte eine Haltestelle mit dem Namen Casole-Trenta an der früheren Bahnstrecke Pedace–San Giovanni in Fiore.
Die Brigantin Maria Oliverio wurde in Casole Bruzio geboren.